# Linzer Domfenster
Die Linzer Domfenster befinden sich im Neuen Linzer Dom und stellen einen Bilderzyklus mit 77 Fenstern dar, deren Farbigkeit dem Kircheninneren einen besonderen Charakter verleiht.

## Geschichte
Die ersten, vom Dombauverein finanzierten Gemäldefenster wurden von Johann Klein entworfen und 1868 in der Votivkapelle eingesetzt.
Im Jahr 1910 befasste sich das Dombaukomittee mit der Beschaffung der Fenster für das Lang- und Querschiff des Domes. Bischof Rudolph Hittmair äußerte in einem Rundschreiben im September 1910 den Wunsch, dass die Fenster-Gemälde Personen, Orte und Landschaften Oberösterreichs darstellen sollten. Die 44 Fenster im Lang- und Querschiff wurden meist von Förderern aus dem Großbürgertum und Adel oder von Vereinen finanziert. Sie wurden in den Jahren 1913 bis 1916 angefertigt, wegen der kriegsbedingten Bauverzögerungen aber erst 1922 bis 1924 eingesetzt. Die dreizehn Meter hohen und acht Meter breiten Rosetten über den beiden Seitenportalen und hinter der Rudigierorgel wurden 1917 bei der Tiroler Glasmalerwerkstätte in Auftrag gegeben.
Während des Zweiten Weltkrieges wurden viele Fenster beschädigt. Die größten Schäden verursachte der Bombenangriff vom 20. Jänner 1945, der die Glasgemäldefenster im Kapellenkranz völlig zerstörte.
Bei der Instandsetzung der Fenster nach Kriegsende sind den Ausführenden einige Irrtümer unterlaufen:
- im Fenster der Geburt Christi wurden die zwei mittleren Detailfenster mit den Gewändern und Beinen der Hirten (in der dritten Reihe von unten) irrtümlich vertauscht. (Die Vertauschung wurde zwischenzeitlich rückgängig gemacht.)
- im Fenster „Der zwölfjährige Jesus im Tempel und die Hochzeit zu Kana“ befinden sich in der untersten Reihe zwei Widmungen, die ins Fenster der Geburt Christi gehören und also mit den zwei Wappen in der untersten Reihe vertauscht wurden

Im Jahr 1994 wurden die Fenster im Kapellenkranz eingesetzt. Während der im Mai 2019 begonnenen, etwa 10 Jahre langen Domrenovierung werden auch die Domfenster saniert.

## Gemäldefenster

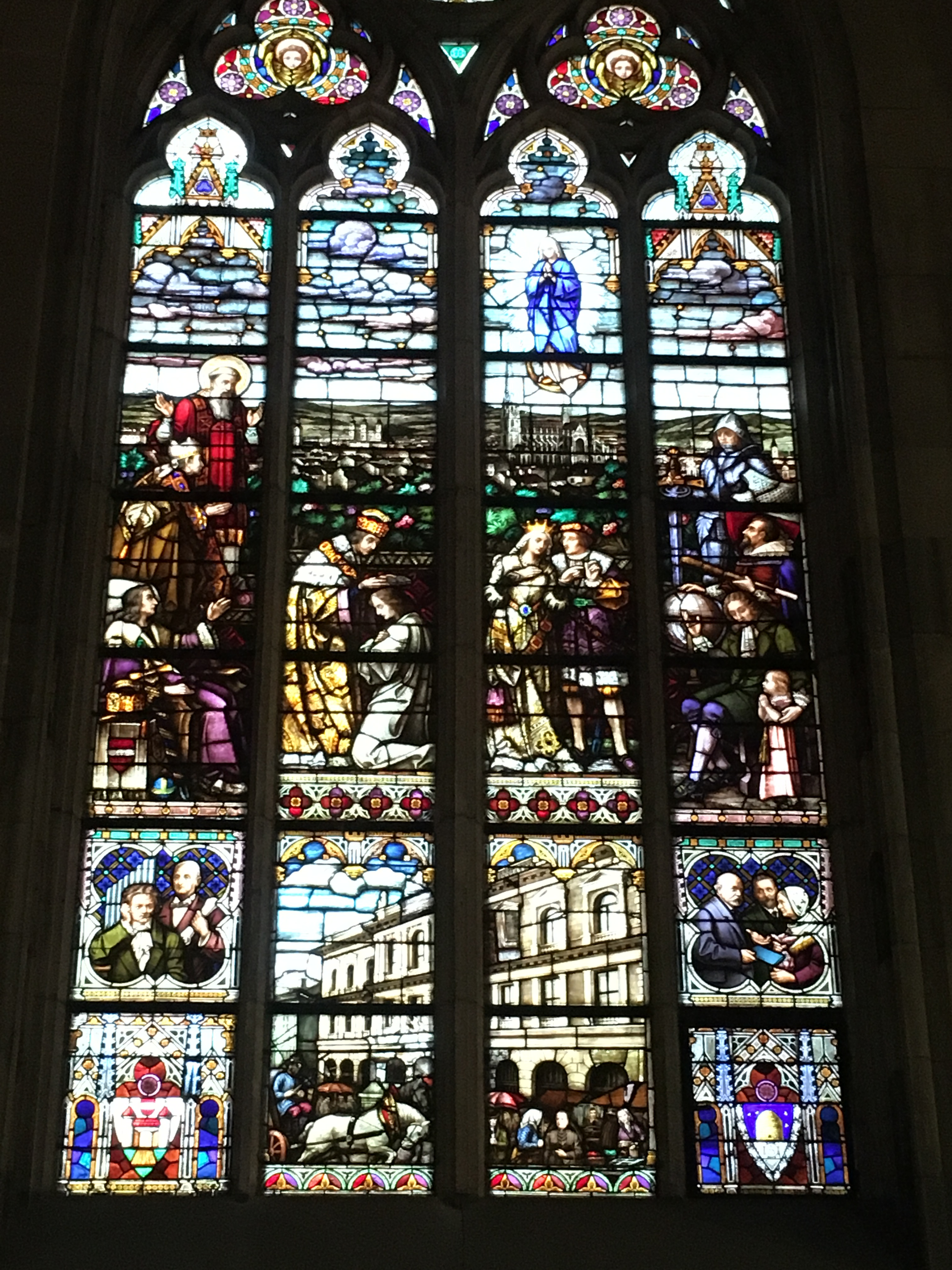
Linzer Fenster

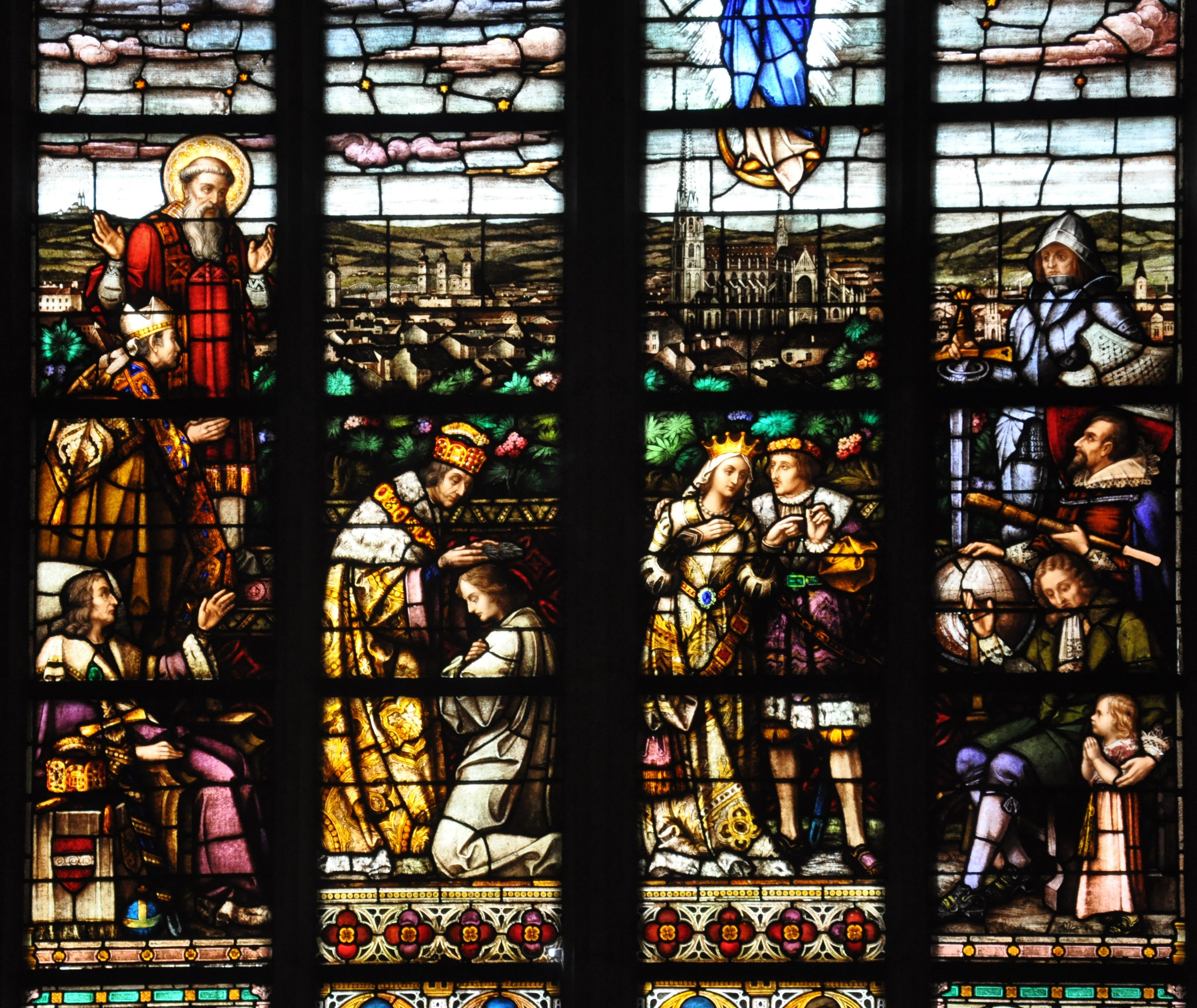
Linzer Fenster – Zentrum

Die meisten Glasgemälde zeigen sakrale Themen (Mariä Empfängnis, Verkündigung und Krönung; Werke der Tugend, sieben Hauptsünden) und Ereignisse rund um den Dombau (Grundsteinlegung 1862, Versehgang zu Bischof Franz Joseph Rudigier 1884, Pilgerzüge nach Jerusalem 1900 und 1910, Glockenweihe 1902, Bischofsweihe von Dr. Rudolph Hittmair 1909, Domweihe).
Von hohem geschichtlichen Interesse ist das sogenannte Linzer Fenster mit folgenden Persönlichkeiten:
- Kaiser Friedrich III., der die letzten Jahre bis zu seinem Tod 1493 in Linz residierte
- Kaiser Maximilian I., während er am 1. März 1501 den schlesischen Dichter Vincenz Lang (Longinus) mit einem Lorbeerkranz krönt
- Kaiser Ferdinand I. und Anna von Böhmen und Ungarn, die sich gemäß dem Wiener Ehevertrag von 1515 im Mai 1521 in Linz vermählten
- Ritter Sebastian von Losenstein, der das legendäre Losensteiner Turnier anlässlich der Linzer Hochzeit im Mai 1521 gewann, dabei einen spanischen Ritter mit einem Bihänder besiegte und dadurch Berühmtheit erlangte
- Johannes Kepler, der 1613 bis 1626 in Linz wohnte und seine astronomischen Gesetze publizierte
- Johann Adam Pruner und ein Waisenkind, das im Prunerstift betreut wird
- Ludwig van Beethoven, der 1812 bis 1815 mehrmals im Linzer Hotel „Stadt Frankfurt“ weilte. Sein Bruder Johann von Beethoven kaufte die Wasser-Apotheke am Linzer Hauptplatz 1808 und betrieb sie bis 1818.
- Anton Bruckner, der 1855 bis 1868 Domorganist im nunmehr Alten Linzer Dom war
- Julius Wimmer (1856–1946), Präsident des Oberösterreichischen Musealvereines und der Allgemeinen Sparkasse, der einem Ehepaar ein Sparkassenbuch überreicht

Es gibt viele Darstellungen aus Oberösterreich:
- Adlwang: Brunnen
- Allerheiligen im Mühlkreis: Pfarr- und Wallfahrtskirche
- Baumgartenberg: Stift Baumgartenberg
- Braunau am Inn: Stadtpfarrkirche St. Stephan (im Fenster von Altötting)
- Dachsteinkapelle
- Enns: Stadtpanorama, Stadtturm, Basilika Enns-Lorch
- Freistadt: Liebfrauenkirche (im Kaltenberg-Fenster)
- Garsten: Benediktinerstift
- Gunskirchen: Wallfahrtskirche Maria Fallsbach
- Kallham
- Kaltenberg: Pfarr- und Wallfahrtskirche
- Kremsmünster: Stift Kremsmünster, Guntherteich
- Lambach: Stift
- Lauffen: Wallfahrtsort bei Bad Ischl
- Linz: Stadtpanorama und Allgemeine Sparkasse im Linzer Fenster; Basilika Pöstlingberg, Schloss Hagen, Bergschlössl und Kalvarienbergkirche St. Margarethen im Pöstlingberg-Fenster; Kollegium Aloisianum, Bischöfliches Gymnasium Petrinum und Priesterseminarkirche in einem weiteren Fenster
- Maria Neustift: Pfarr- und Wallfahrtskirche
- Maria Puchheim: Wallfahrtsbasilika
- Maria Schmolln: Wallfahrtskirche
- Mattighofen: Lederfabrik Vogl
- Micheldorf: Burg Altpernstein
- Molln: Wallfahrtskirche Frauenstein
- Mondsee: Markt mit Kirche und See
- Münzbach: Pfarrkirche
- Reichersberg: Stift
- Ried im Innkreis: St.-Anna-Kirche
- Sankt Florian: Stift
- St. Wolfgang im Salzkammergut: Markt mit der Pfarr- und Wallfahrtskirche, zusätzlich das Falkensteinkirchlein
- Scharten
- Schlägl: Stift
- Schlierbach: Stift
- Spital am Pyhrn: Ortsansicht mit großer Pfarrkirche
- Steyr: Benediktinerstift Gleink (säkularisiert 1784, danach Sommersitz der Linzer Bischöfe)
- Taufkirchen an der Trattnach: Filial- und Wallfahrtskirche Hehenberg
- Thalheim bei Wels: Wallfahrtskirche Maria Schauersberg
- Traunkirchen: Fronleichnams-Seeprozession
- Vöcklabruck: Wallfahrtskirche Maria Schöndorf
- Vorderstoder: Ortsbild mit Pfarrkirche
- Waldhausen im Strudengau: Burgruine Säbnich
- Wernstein am Inn: Mariensäule
- Wilhering: Stift, Wallfahrtskirche Dörnbach
- Windhaag bei Perg: Pfarrkirche

Dargestellte europäische Wallfahrtsziele:
- Altötting: Gnadenkapelle, Gnadenbild
- Lourdes
- Mariazell
- Maria Plain

Darstellungen aus dem Heiligen Land:
- Bethanien: Ortsansicht
- Haifa: Karmelitenkloster Stella Maris am Berg Karmel
- Jerusalem: österreichisches Pilgerhospiz, Dormitio-Abtei am Berg Zion, Grabeskirche
- Nazareth: Verkündigungsbasilika
- See Genesareth
- Tel Aviv-Jaffa: Ortsansicht

## Neue Fenster

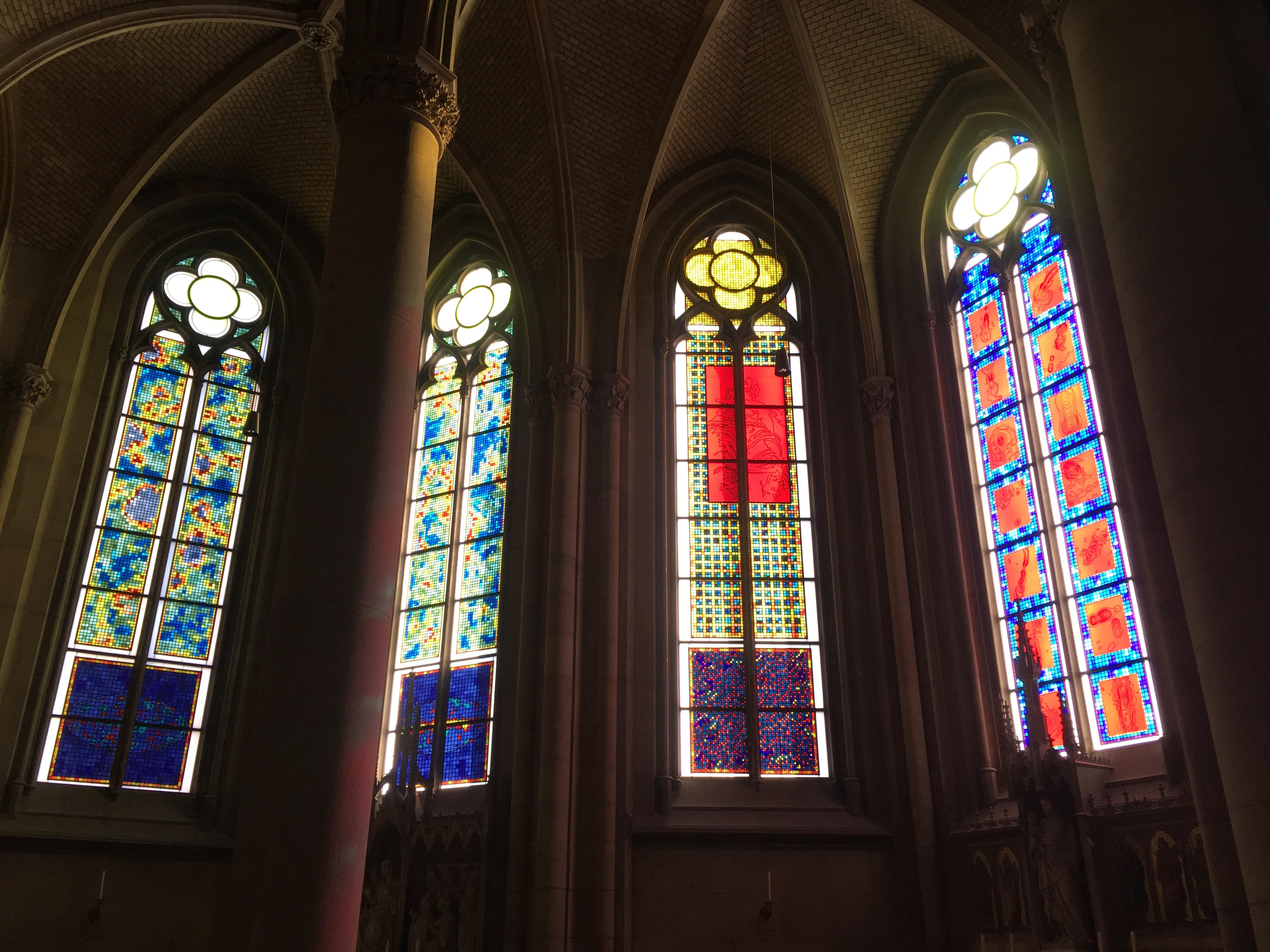
Neue Domfenster (links vorne)

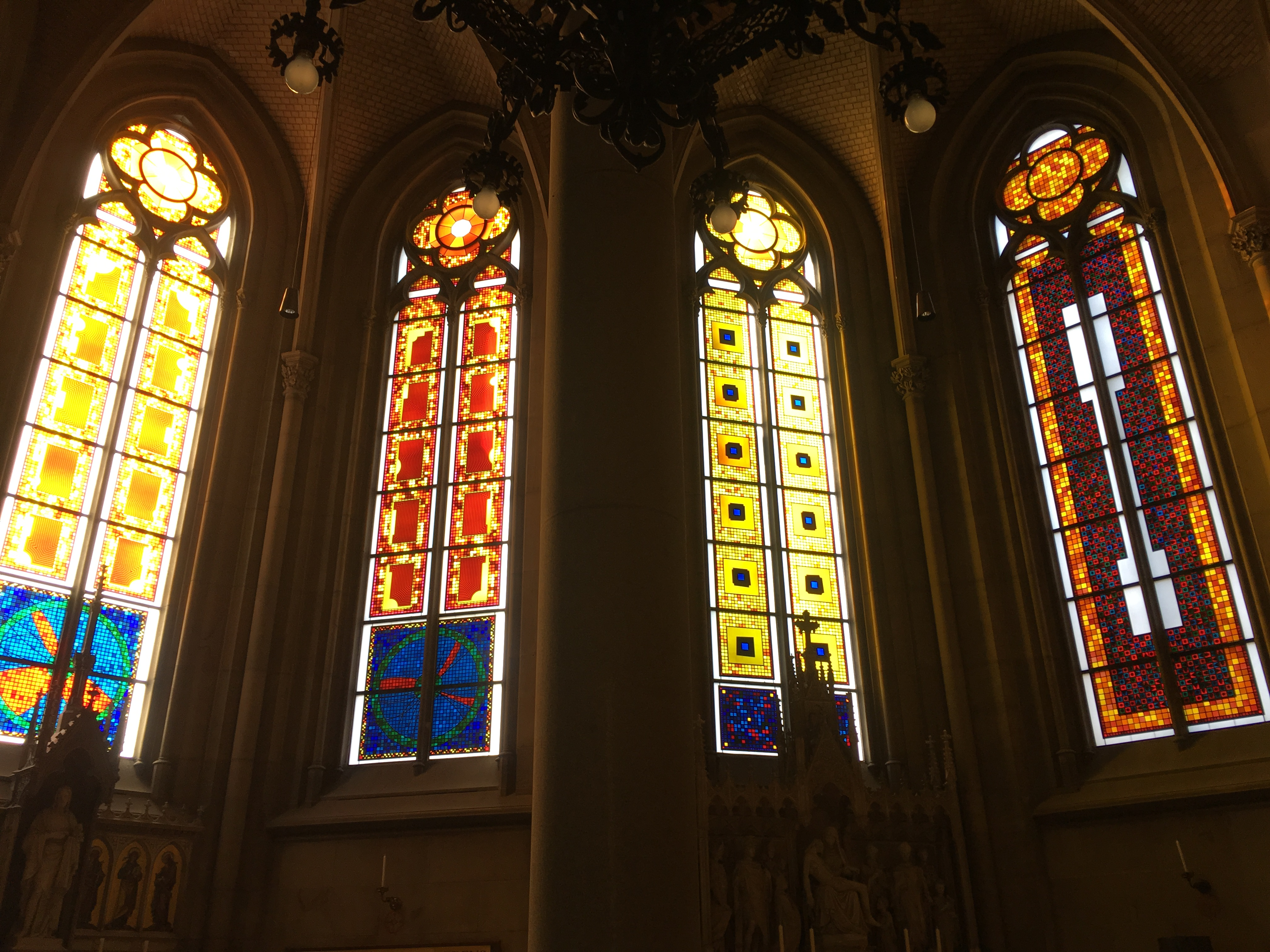
Neue Domfenster (rechts vorne)

Die Fenster im Kapellenkranz, die während des Zweiten Weltkrieges völlig zerstört worden waren, wurden im Herbst 1994 durch moderne Fenster nach Entwürfen von Karl-Martin Hartmann aus Wiesbaden ersetzt.

## Kritik
Die Details der Glasgemälde mit ihren hunderten Figuren, Symbolen, Wappen und Inschriften sind vom entfernten Betrachter am Boden teils schwierig zu erkennen. Das gilt im Besonderen für die Hochschifffenster. Etliche Texte sind zeitgebunden, zum Beispiel „Für Kaiser und Vaterland“ im Fenster des Volksvereins.